# Chisom Chikatara
Chisom Chikatara (24 de noviembre de 1994) es un futbolista nigeriano que se desempeña en la posición de delantero. Actualmente juega en el club Wydad de Casablanca de la Botola, la primera división del fútbol de Marruecos.

## Trayectoria

### Inicios
Chikatara se inició en el fútbol cuando aún era un niño de 7 años de edad en un club para menores llamado Independiente FC en su natal Umuahia. En el año 2007 pasó al New Generation FC, un club amateur del estado de Abia con el que participó en varios campeonatos locales que lo fueron afianzando como futbolista.
A mediados de 2012 se fue prestado al club BenieAris FC con el cual disputó un torneo de menores llamado FOUR Cup Competition contra la academia Diamond Football y los clubes Heartland y Abia Warriors. Chikatara fue el máximo goleador de este torneo y su buena actuación le sirvió para recibir ofertas de varios equipos, finalmente decidió aceptar la oferta de Abia Warriors por sobre la del club Heartland FC.

### Abia Warriors
A los 17 años de edad Chikatara inició su carrera profesional como futbolista tras firmar un contrato con el club Abia Warriors en noviembre de 2012. En su primera temporada ayudó al equipo a obtener el ascenso a la Liga Premier de Nigeria en agosto de 2013, además fue el goleador del torneo y elegido como el mejor jugador joven de la temporada. Durante su estadía en este club el delantero tuvo más de 70 participaciones y marcó 48 goles.

### Wydad de Casablanca
Luego de su buena actuación en el Campeonato Africano de Naciones realizado en Ruanda, el 27 de enero de 2016 firma un contrato de tres años y medio con el club marroquí Wydad de Casablanca, pero su presentación oficial tuvo que esperar hasta el mes de marzo siguiente.

## Selección nacional
Chikatara fue convocado por primera vez a la selección mayor de Nigeria por el entrenador Sunday Oliseh para afrontar la serie que su selección debía jugar contra Burkina Faso en la zona oeste B del torneo de Clasificación para el Campeonato Africano de Naciones de 2016. Su debut internacional se produjo en el partido de ida de esa serie jugado en Port Harcourt y que terminó con victoria 2-0 de los nigerianos sobre Burkina Faso.
Formó parte de la plantilla de 23 jugadores con los que Nigeria disputó el Campeonato Africano de Naciones de 2016. En este torneo anotó cuatro goles, sin embargo, su selección no pudo pasar de la primera fase.

### Goles internacionales
| # | Fecha               | Sede   | Rival | Marcador | Resultado | Competencia                             | Goles |
| - | ------------------- | ------ | ----- | -------- | --------- | --------------------------------------- | ----- |
| 3 | 18 de enero de 2016 | Kigali | Níger | 4 – 1    | Victoria  | Campeonato Africano de Naciones de 2016 |       |
| 4 | 22 de enero de 2016 | Kigali | Túnez | 1 – 1    | Empate    | Campeonato Africano de Naciones de 2016 |       |

## Palmarés

### Distinciones individuales
| Distinción                                   | Edición |
| -------------------------------------------- | ------- |
| Goleador del Campeonato Africano de Naciones | 2016    |